# Connarus staudtii
Connarus staudtii är en tvåhjärtbladig växtart som beskrevs av Ernest Friedrich Gilg. Connarus staudtii ingår i släktet Connarus och familjen Connaraceae. Inga underarter finns listade i Catalogue of Life.